# Staffelbach (Oberhaid)

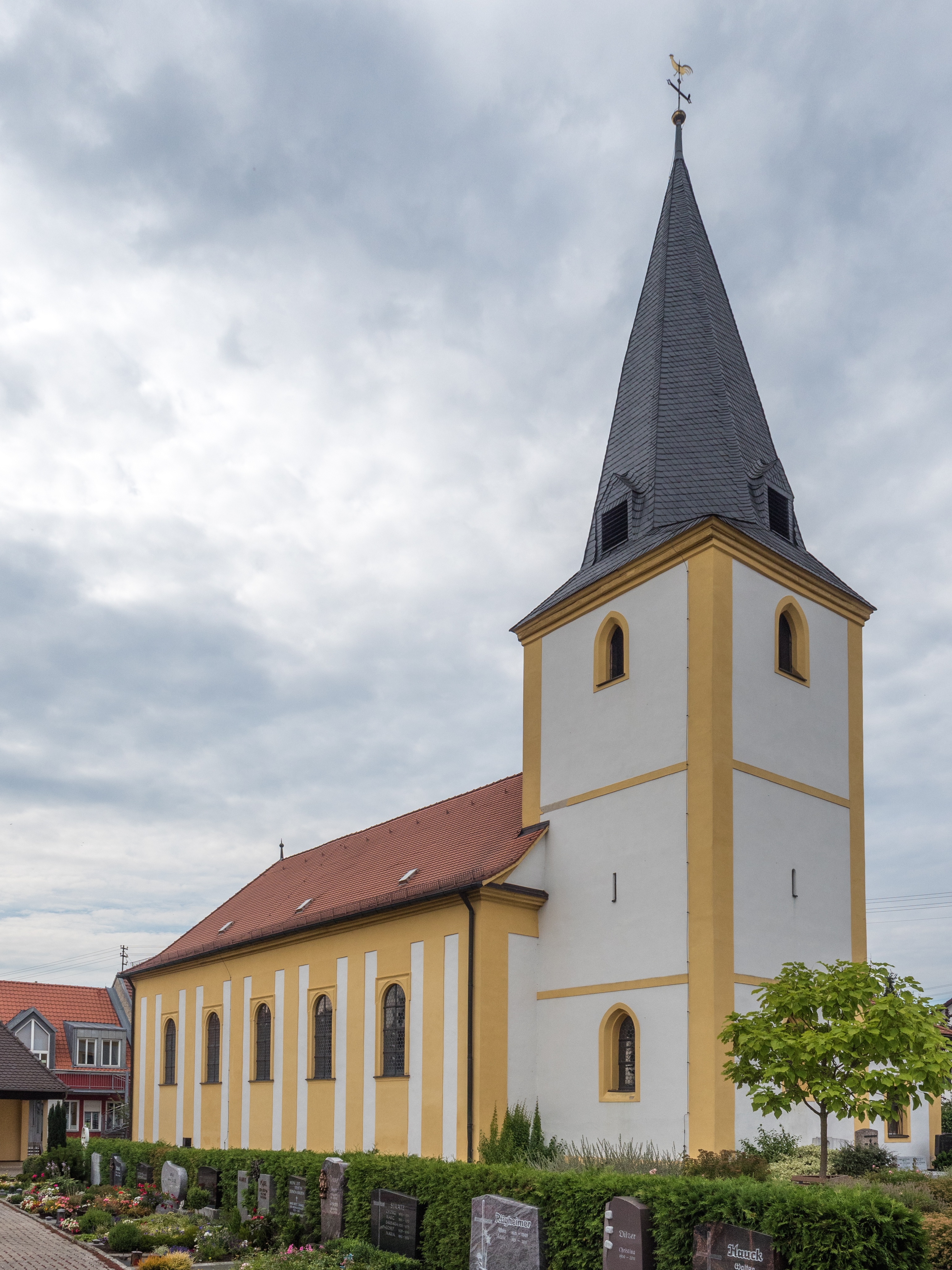
Katholische Filialkirche St. Cyriakus

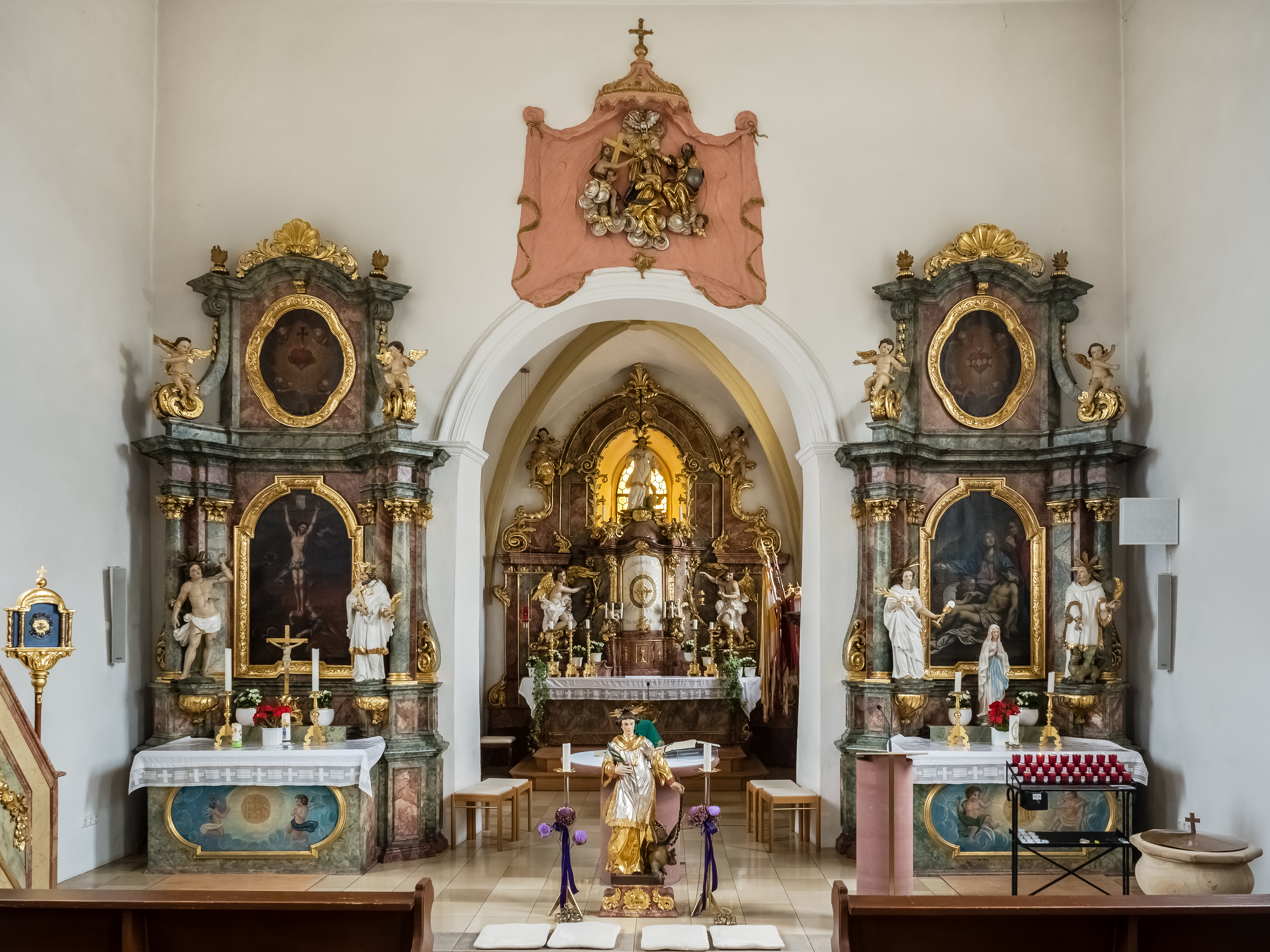
Katholische Filialkirche St. Cyriakus

Staffelbach ist ein Gemeindeteil der Gemeinde Oberhaid im oberfränkischen Landkreis Bamberg in Bayern.

## Geschichte
Das im Maintal direkt am Main und im Naturpark Haßberge gelegene Kirchdorf Staffelbach („Stafelebach“) wurde im Jahre 953 erstmals genannt. Das Wort kommt vermutlich von einem steinernen Steg (Stapfel oder Staffel) über den Mühlbach, wo der Ort Staffelbach entstand. Im Markgrafenkrieg wurde Staffelbach verwüstet und gebrandschatzt. Nach dem Dreißigjährigen Krieg, 1686 bis 1700, wurden Oberhaid und Staffelbach vom gleichen Pfarrer versorgt. Aus dem Mittelalter ist in Staffelbach noch das Untergeschoss der heutigen Kirche erhalten. Infolge der Säkularisation kam Staffelbach zum Bistum Bamberg. Staffelbach war lange Zeit eine eigenständige Gemeinde. Im Zuge der Gemeindegebietsreform wurde nach mehreren gescheiterten Verhandlungen über Zusammenschlüsse mit anderen Ortschaften letztendlich einer Eingemeindung nach Oberhaid, die am 1. Mai 1978 in Kraft trat, mit Beginn des Jahres 1978 zugestimmt. In den 1970er und 1980er Jahren wurde im Zuge der Rationalisierung bei der Deutschen Bundesbahn der Bahnhof von Staffelbach an der Bahnstrecke Bamberg–Rottendorf aufgelöst und durch eine Bahnbushaltestelle ersetzt. Außerdem wurde die Dorfschule aufgelöst. Staffelbach ist die westlichste und zweitgrößte Ortschaft der Gemeinde Oberhaid.

## Persönlichkeiten
- Armin Roßmeier (* 1949), deutscher Koch und Autor stammt aus Staffelbach.